# 웨슬리안 감리교
웨슬리안 감리교(Wesleyan Methodist Church)는 1841년 5월 31일 미국에서 조직된 감리교 종파이다. 노예제도, 교회 정치, 그리고 교회치리(1841)에 대한 불일치로 남북전쟁 즈음 노예제도와 인종주의를 반대한 감리회 감독교회로부터 나온 성직자와 평신도들에 의해서 만들어졌다. 1841년 미시간주에서 모임을 가졌다. 미국 휘튼 대학교가 이 교단에 의해서 설립되었다.

## Wesleyan Denominations in America
- Wesleyan Church
- Wesleyan Methodist Church (Allegheny Conference)
- Bible Methodist Connection of Churches
- God's Missionary Church
- Church of the Nazarene
- Free Methodist Church
- United Methodist Church
- United Christian Wesleyan Methodist Diocese of South Florida